# Bataille de Camperdown
Première Coalition
Batailles
La bataille de Campredon, ou de Camperdown (déformation de Camperduin), est une bataille navale remportée par la marine britannique sur une flotte néerlandaise le 11 octobre 1797.

## Contexte
À la fin de mai 1797, la flotte britannique de la mer du Nord était si réduite, avec de nombreux bateaux en réparation, que l'amiral Adam Duncan se trouvait en mer avec seulement deux vaisseaux : le Venerable (74 canons) et l'Adamant (50 canons). Ayant passé l'été à bloquer la flotte néerlandaise du vice-amiral Jean-Guillaume de Winter dans la baie de Texel, Duncan retourna à Yarmouth le 3 octobre pour se ravitailler. Le 9 octobre, il recevait des informations selon lesquelles la flotte néerlandaise était sortie de Texel.
D'après la France, de Winter cherchait les navires britanniques, et en Grande-Bretagne, on prétendait que c'était pour rejoindre la flotte française à Brest et envahir l'Irlande. Duncan sortit de Yarmouth à toute vitesse et, en arrivant à Texel le 10 octobre, trouva 22 vaisseaux marchands mais aucun vaisseau de guerre. Les bateaux qu'il avait bloqués durant tout l'été s'étaient échappés.

## Poursuite et bataille
L'amiral vogua vers le sud et trouva les Néerlandais devant Camperduin, près de Haarlem, le 11 octobre à 7 heures. En arrivant en désordre, il dut attendre l'arrière de sa flotte, mais voyant à 11 heures que les Néerlandais essayaient de gagner la terre, il hissa le signal d'engager de près avec l'ennemi. Coïncidence, la formation des bateaux britanniques ressemblait à celle des bateaux à Trafalgar, c’est-à-dire que les vaisseaux en deux lignes parallèles perçaient le centre et l'arrière de la ligne ennemie. Les vaisseaux bataves se rangeaient en deux lignes parallèles avec la côte, les frégates en retrait mais situées dans les intervalles de la première ligne.
Les bateaux britanniques réussirent à couper la ligne et se mirent à attaquer les vaisseaux néerlandais des deux côtés. En dépit de l'avantage britannique en nombre de canons, les deux vaisseaux néerlandais , le Jupiter et le Vrijheid, provoquèrent de nombreux dégâts, au point que le Venerable dut quitter l'engagement. Attaqué simultanément par quatre bateaux le Vrijheid ne se rendit pas avant d'avoir perdu ses trois mâts. Avec la capitulation de de Winter, la flotte hollandaise se rendit, et les Britanniques prirent possession de 11 vaisseaux. Le Delft coula le 14 octobre, et Monnikendam échoua sur la plage près de West Kapelle. Moins exercés que les Britanniques, les Néerlandais luttèrent courageusement, et les blessés et morts des deux côtés furent nombreux : 540 Néerlandais tués et 620 blessés, contre 203 Britanniques morts et 622 blessés.
Contrairement aux Français et aux Espagnols. qui dirigent leur feu vers les voiles et mâts pour diminuer la capacité des bateaux ennemis à manœuvrer, les Néerlandais tiraient vers les coques des adversaires, tout comme la marine britannique, ce qui explique le nombre élevé de morts et de blessés, ainsi que la préservation des voiles, des mâts et des espars.